# Stigmatopteris bulbifera
Stigmatopteris bulbifera är en träjonväxtart som beskrevs av Robbin C. Moran. Stigmatopteris bulbifera ingår i släktet Stigmatopteris och familjen Dryopteridaceae. Inga underarter finns listade.